# Iacob Arminius

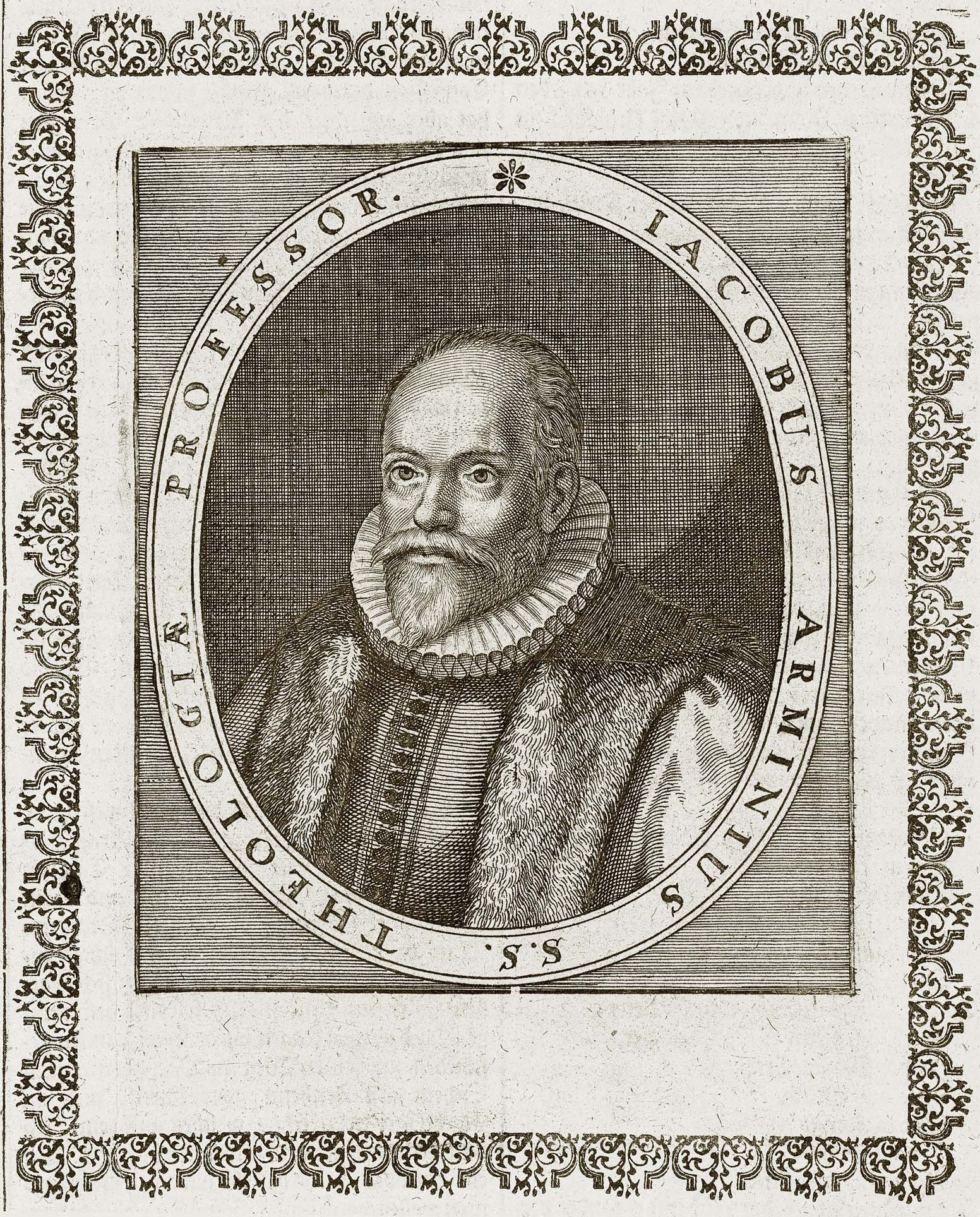
Iacob Arminius în 1662

Jacobus Arminus (n. 1560, Oudewater, cu numele de Jacob Harmensz – d. 1609, Leiden) a fost un teolog protestant neerlandez, fondator al cultului arminienilor, care moderează doctrina despre predestinare a lui Jean Calvin.
Ideea principală din doctrina arminienilor era că omul poate să-și inițieze salvarea după ce Dumnezeu îi dăruiește harul inițial, prin care îi face voința capabilă de a colabora cu El.
Alegerea și condamnarea își are baza în preștiința lui Dumnezeu. Alegerea e condiționată, nu necondiționată. Susținea că oamenii se pot opune harului salvator și credea că Scriptura pare a indica posibilitatea căderii omului din salvare.
Calvin moare în 1564. Arminius se naște în 10 octombrie 1560. Tatăl lui moare pe când era copil și de aceea este înfiat de Theodore Aemilius care îi și susține școlarizarea la Utrecht. Arminius studiază apoi la Leiden, Basel și Genevza.
	Arminius, sub numele lui nativ Jakob Hermanszoon, studiază sub Beza în 1582. Pleacă de acolo pentru folosirea unei metode filozofice numite ramism dar se întoarce în 1583 pentru terminarea studiilor. 
	În 1588 este ordinat pastor în Amsterdam. În 1589 când este chemat să combată învățăturile lui Dirck Coornhert despre predestinare și justificare, Arminius începe să se îndoiască de aceste doctrine și cere mai mult timp de studiu.
	Se căsătorește în 1590 iar în 1591 creează două controverse în timpul unei serii de predici pe cartea Romani. Contrar opiniei clasice Arminius spune că în Romani 7 omul de acolo nu este născut din nou, ci doar cercetat puternic de dUhul Sfânt, iar în Romani 9 Arminius nu predică despre predestinare, ci doar despre justificarea prin credință.
	Este chemat în 1603 profesor la Universitatea din Leiden ca să predea teologie. Peste 6 ani moare acolo (1609). În acest timp se scriu câteva scrisori împotriva lui în care este acuzat de erezie și pelagianism. Arminius solicită să își prezinte public opiniile și poziția. 
	Câteva dezbateri importante care escaladează conflictul:
	(1) Willem Bastingius expune public, în prezența lui Arminius, pe 7 februarie 1604, câteva din doctrinele lui Arminius. Samuel Gruterus este pus de Gomarus, un alt profesor din Leiden, să îl combată și să apere poziția calvinistă, lucru care are loc în 14 octombrie 1604.
	(2) în 30 mai 1608 Arminius și Gomarus au o dezbatere publică înaintea curții supreme de la Den Hague. Amândoi își publică discursurile deși curtea le-a interzis acest lucru.
	(3) Arminius cere din nou să-și apere poziția într-un sinod național sau provincial. I se refuză acest lucru dar își expune opiniile în 30 octombrie 1608 înaintea curții. Gomarus cere același lucru și o face în 12 decembrie 1608. În ciuda interdicției își publică amândoi discursurile.
	(4) În 1609 pentru a evita un sinod, Gomarus și Arminius sunt rechemați la o altă conferință în Den Hague. Arminius crede că mărturisirile trebuie rescrise În timpul acestei conferințe Arminius se îmbolnăvește grav, se întoarce la Leiden unde moare la scurt timp.

## Sursa
- Creștinismul de-a lungul secolelor de Earle E. Cairns